# Stelle principali della costellazione della Fenice
Segue un prospetto delle stelle principali della costellazione della Fenice, elencate per magnitudine decrescente.